# 杰斐逊／南加大站
杰斐逊／南加大站（英語：Jefferson/USC Station）是洛杉矶地铁的一座地面轻轨车站，位于洛杉矶大学园社区杰斐逊大道与花街路口处。杰斐逊／南加大站由洛杉矶地铁博览线服务。

## 服务

### 地铁服务
杰斐逊／南加大站由洛杉矶地铁博览线服务。列车服务自2012年4月28日开始；正常服务于2012年4月30日开始。

## 地点和设计
杰斐逊／南加大站位于花街东，紧邻110号高速公路，位于杰斐逊大道以北。车站的出入口设置在杰斐逊／花街路口北侧。车站服务南加州大学主校区东北角以及Galen Center体育中心。圣殿剧院位于车站两个街区以西。
车站的艺术由艺术家塞缪尔·罗德里格斯创造。这份未标题的作品创造了一个“可视的包括建筑正面、复古轨道车辆、真实渲染的人物形象和虚构人物碎片的讲述”。